# Świnoujście Centrum
Świnoujście Centrum – stacja kolejowa w Świnoujściu, w województwie zachodniopomorskim, jedyna położona po polskiej stronie wyspy Uznam. Została zbudowana wraz z przedłużeniem linii kolejowej, od przystanku Ahlbeck Grenze. Budowa odcinka, którego inwestorem jest niemiecka spółka Usedomer Bäderbahn (UBB, Uznamska Kolej Nadmorska), została rozpoczęta tuż przed wejściem Polski do strefy Schengen, dzięki czemu nie istniała konieczność dodatkowej budowy przejścia granicznego.
Budowę 1,5-kilometrowej linii o wartości 2 mln euro zakończono w lutym po czym złożono do Urzędu Transportu Kolejowego wniosek o dopuszczenie linii do ruchu. Ostatecznie ruch pasażerski uruchomiono 20 września 2008 r. Formalnie utrzymaniem linii po polskiej stronie zajmuje się spółka-córka UBB Polska.
Stacja Świnoujście Centrum jest położona nieopodal skrzyżowania ul. 11 Listopada z ul. Wojska Polskiego, o ok. 200 m dalej od centrum miasta niż nieistniejąca stacja Swinemünde Bad (pol. Świnoujście Nieradków). Dawna stacja leżała przy linii z Seebad Heringsdorf przez Swinemünde Hbf. (pol. Świnoujście Główne) do Ducherow, która po wytyczeniu nowej granicy państwowej w 1945 r. została zlikwidowana, podobnie jak pozostałe stacje po uznamskiej stronie Świnoujścia oraz między Garz a Ducherow. W dzisiejszych czasach niemożliwe stało się odtworzenie stacji Nieradków w jej dawnym położeniu z powodu zbudowania na tym terenie osiedla mieszkaniowego.

## Ruch pasażerski

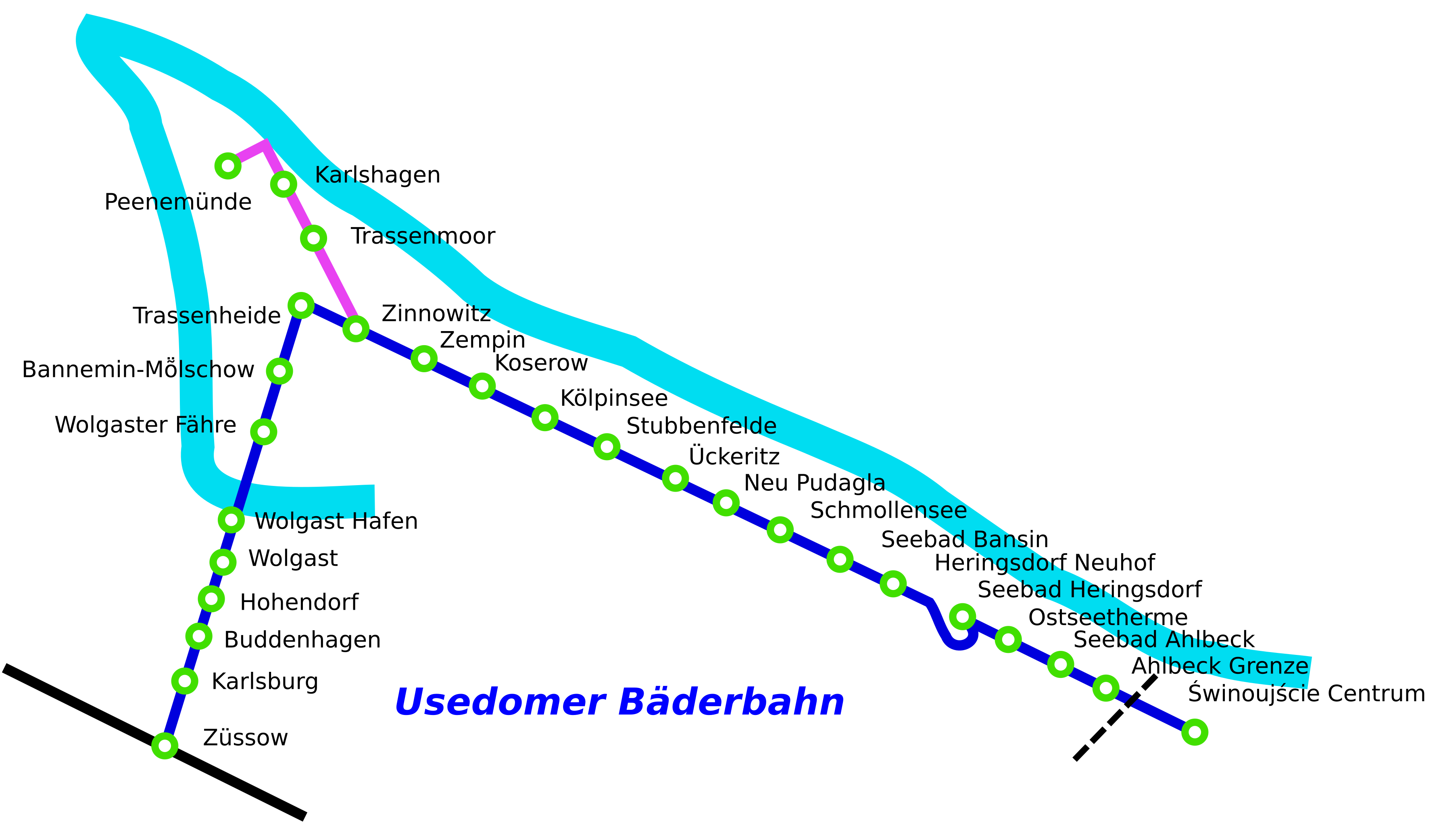
Kolej UBB na wyspie Uznam

| Rok  | Wymiana pasażerska na dobę |
| ---- | -------------------------- |
| 2017 | 1 000-1 500                |
| 2022 | 1 000-1 500                |